# Aprilia Area 51
L'Aprilia Area 51 è uno scooter prodotto dalla casa motociclistica italiana Aprilia dal 1998 al 2002.

## Descrizione
Presentata al salone di Monaco di Baviera nel 1998, l'Area 51 è uno scooter alimentato da un motore monocilindrico da 49 cm³ a ciclo otto a due tempi.
Il nome Area 51 si rifà alla omonima base militare statunitense situata in Nevada.
La potenza viene trasmessa alla ruota posteriore tramite una trasmissione costituita da un frizione centrifuga collegata ad un cambio CVT a variazione continua mediante una cinghia. Le ruote sono da 13 pollici e misurano 130/60, mentre impianto frenante è costituito da due dischi su ambedue le ruote.
Il telaio è composto da una struttura in alluminio a cui è ancorata all’avantreno una sospensione monobraccio oscillante montato nella parte inferiore del telaio, in luogo della classica forcella come sugli scooter tradizionali. Altre particolarità dello scooter sono il cruscotto elettrico con indicatore digitale al posto del tachimetro e misuratore del livello del carburante e della temperatura motore a LED. Inoltre per la progettazione del design e della forma carenatura è stata fatta in galleria del vento.